# ネグレクト
ネグレクト（英: neglect）は、世話をする責任がある保護者が責務の放棄や怠たること、義務不履行によって加害者となる行為｡例として、扶養対象の子どもを遺棄すること、健康状態を損なうほどの不適切な養育、子どもの危険について重大な不注意を犯す児童虐待がある。他にも、障害者虐待、高齢者虐待、患者虐待などがある。子供に対するネグレクトは育児放棄（いくじほうき）、育児怠慢（いくじたいまん）、監護放棄（かんごほうき）とも言う。また、ペットの飼育放棄（しいくほうき）に対しても指すことがある。保護者が特定の考えに基づいて治療拒否したり医療差し控えることは医療ネグレクトと呼ばれる。日本では2012年（平成24）4月施行の民法改正で親権停止制度が導入され、子供に科学的医療を受けさせない親に対して、家庭裁判所による親権停止が可能になった。
『ネグレクト』という語は英語の『neglect』の「怠慢・粗略」「無視・軽視」から生まれた用法である。

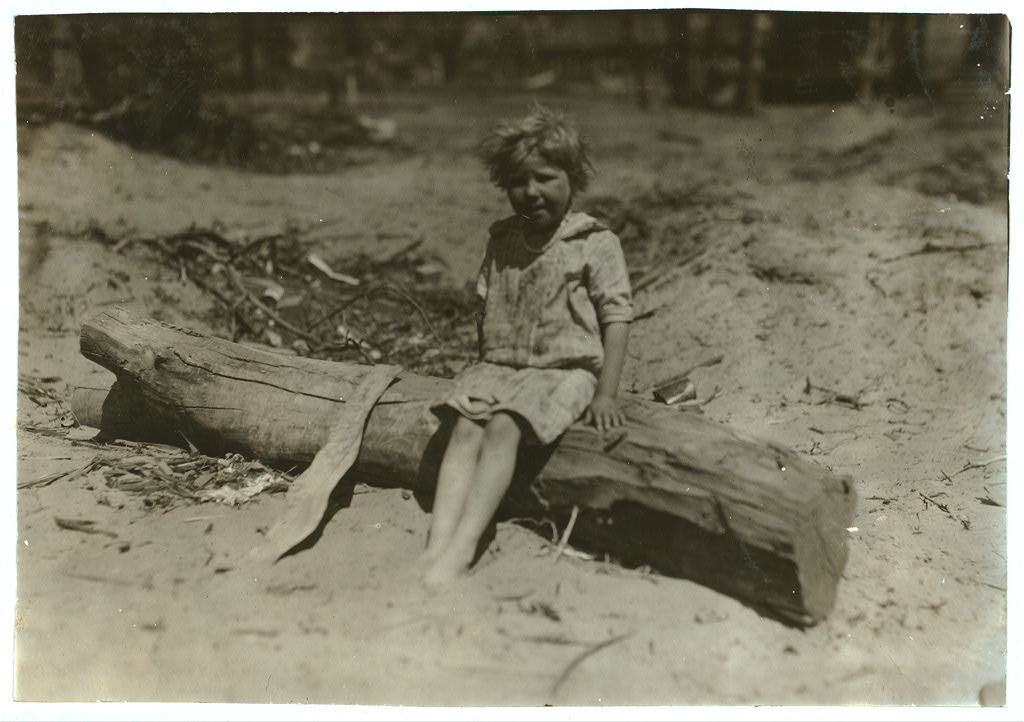
ルイス・ハイン「Neglected children(育児放棄された子供たち)」1917年

## 概要
心理的虐待および身体的虐待の一種でもあり、「自らの実子への無視」「特に自立性や自救能力が低く、幼児や低年齢児童の養育を著しく怠ること」を指す場合が多い。具体的には「食事や衣服を定期的に供与しない」「排泄物や廃棄物の始末を適切に行わない」「長時間の保護放棄」など児童の心身の正常な発達を妨げるような著しい減食又は長時間の放置があり、しばしば物理的虐待を伴う。その結果、子供は健全な心身の発育を妨げられ、最悪の場合は死に至ることもある。軽度のネグレクトでは表面的には分かりづらく周囲は気付きにくいが、実際には軽度のネグレクトの方が多く身近で起こっている。保護者以外の同居人による物理的虐待や性的虐待、又は精神的虐待と同様の行為の放置その他の保護者としての監護を著しく怠ることも「ネグレクト」である。
チンパンジー、ニホンザル、ゾウ、トラ、ネズミ、ペンギン、ペリカン、フクロウなど他の哺乳類や鳥類にも広く認められている。環境悪化などによるハチ・アリ類の育児放棄や甲殻類の抱卵の途中放棄、植物の落果現象なども含めるとするならば、生物界全体に広く認められる現象である。

## 積極的ネグレクトと消極的ネグレクト
現代社会においてネグレクト（育児放棄）と言われる現象は積極的ネグレクトと消極的ネグレクトの2つに分けられる。「積極的ネグレクト」は、子育てのできない明確な理由がないのに育児放棄することを指す。対して「消極的ネグレクト」は、親の経済力の不足、身体的な病気や精神疾患を抱えている、知的障害がある、知的障害はないが無学で養育の知識がないなど、何らかの理由で育児ができないことを指す。

### 事例
積極的ネグレクトと消極的ネグレクトに分類されるが、過去の事例では以下のようなケースが典型的である。
- 充分な食事を与えない[7]。
- 衣服や住居が極端に不適切であったり、不潔なまま生活をさせる[7]。
- 子供が登校を希望しているにもかかわらず通学させない（教育ネグレクト）[7]。
- 病気になっても病院に受診させない。合理的な治療に同意しない（医療ネグレクト）[7]。
- 乳幼児だけで在宅させたり、夜間に子供だけで在宅させる。また子供を車内へ放置したり、置き去りにする[7]。
  - こうした事例では、保護者がパチンコなどの娯楽や買い物に興じている間に、放置された子供が熱中症や火災などで死亡する例も絶えない[7]。
- 情緒的な欲求に応えない（愛情遮断）[7]。
- 家族などによる虐待を知りながら見過ごす[7]。

ネグレクトの当事者である保護者や子供は、それが当たり前の状況になっている場合が少なくなく、ネグレクトのある環境で育ったのちに自らもネグレクトをおこなう、世代間連鎖がある。
また日本では義務教育制度があるが、学齢期に達した児童を就学の猶予または免除が教育委員会に認められていないのに学校にも通わせず、自宅軟禁の形で放置することも、広義では育児放棄とされる。その際に、該当する児童が保護者以外（親族や近隣の住人など）に頼れる相手が社会にいない場合、他に行く当てがなく、その状況から逃げ出すこともできないので、実質的な監禁状態であるともみなされる。ただし何らかの事情（いじめや、教師からの体罰）により児童側が学校に通う事が出来ないために、学校に通わせないケースも多く、その場合は不登校と呼ばれる。
平成20年度厚生労働省調査では、児童相談所が対応した児童虐待の件数は全体で42,664件で、うちネグレクトは15,905件で身体的虐待についで二番目に多い。

## 治安と「ネグレクト」の範囲

### 比較的治安の悪い地域
欧米や途上国では特に誘拐などの犯罪も起きやすい事情もあって、児童を遅くまで戸外で遊ばせていたり、子供を車に残したままコンビニなどで買物をしても問題視され、場合によっては警察官に逮捕されるか、注意される可能性がある。実際アメリカ合衆国では、「一定の年齢（州法で定められた年齢）以下の子供」を、保護者の監督のない状態（留守番や日本の「カギっ子」状態）に置くこと自体が違法とされており、近所の通報などで警察官が赴き帰宅した親が児童虐待として逮捕されるケースも多い。
例として2014年、サウスカロライナ州では9歳の子供を一人で公園で遊ばせたこと、フロリダ州では7歳の子供を一人で公園へ行かせたことが犯罪認定されて、それぞれ育児放棄の疑いで保護者が警察に逮捕されているが、この例に限らず子供だけで留守番をさせたり駐車場に停めた車に子供を残して買い物をしていた親が逮捕あるいは罰金刑を受ける事は各州で日常的に報道されている。保護者の視界外ならば、公園・自宅前での子どもに一人遊びさせていることは「ネグレクト」と見なされれやすい。

### 比較的治安の良い地域
日本では上記の国よりも治安が行き届いているため、犯罪認定どころか、児童が公園などで1人で遊んでいてもほとんど問題視されなかった。しかし、一部の風潮では、1980年代後半（昭和末期）頃以降から、児童を付け狙う変質者やペドフィリアの起こす事件の存在がマスメディアやインターネットの発展などにより広く知られたこともあり、保護者が子供を遅くまで戸外で遊ばせて顧みない行為を問題視する人々も発生するようになった。
日本では上記の国のように保護者を犯罪視までする者は皆無だが、問題視するか否かの意識については、地域格差や価値観の差異がある。保育園に比べ学童保育の終了時間が早い「小1の壁」、学童保育も小学3年生で退所のところが多い「小4の壁」という問題がある。特に子持ちのキャリアウーマン(キャリア志向のフルタイムワーキングマザー)がgreedy work(貪欲な仕事:金銭的に対価の代わりに配偶者・子供・友人など人生の他の全てよりも、担当労働者へ仕事への取組の優先を要求される仕事)を継続したい際に、子育ても同時に両立したいと考えると実現困難である(クラウディア・ゴールディン#研究成果)。
日本では家に閉じ込める、食べ物や飲み物を与えない、不潔や不衛生なまま放置すること、病院に連れて行かず医者に診せないこと、自動車の中に放置する行為が犯罪認定を受ける。具体的に「ネグレクト」とは、「児童の心身の正常な発達を妨げるような著しい減食又は長時間の放置、保護者以外の同居人による物理的虐待や性的虐待、又は精神的虐待と同様の行為の放置その他の保護者としての監護を著しく怠ること」である。

## 法的規制・支援
日本では刑法第217条の遺棄・第218条の保護物理的虐待や性的虐待遺棄等・第219条の遺棄等致死傷の上で扱われ、放置された側がそれで負傷ないし死亡した場合に、その放置を行った側が処罰される対象となる。
刑事事件に発展する前段階の子どもの事例の場合、児童虐待事例または要保護児童として児童相談所等に通告されることで法律に基づく福祉的支援が可能となる。子どもの重度ネグレクト事例の場合、親の親権に制限が加えられ、親権代行者が選任されることもある。
- 児童虐待の防止等に関する法律
- 児童福祉法
- 高齢者の虐待の防止、高齢者の養護者に対する支援等に関する法律
- 障害者虐待の防止、障害者の養護者に対する支援等に関する法律
- 子どもの権利条約
- 民法（親権喪失・親権停止）

## 関連事件・人物
- 永山則夫 - 1968年（昭和43年）10月から11月にかけ、東京・京都・北海道・愛知の4都道府県で拳銃を用い、男性4人を相次いで射殺する連続殺人事件（連続ピストル射殺事件）の犯人。子供時代はネグレクトの被害者で、事件を起こした時点でほとんど読み書きができなかったが、後に独学で学問を身につけて作家となり、日本の左派系作家団体新日本文学会の機関誌から新日本文学賞を受賞している。その後死刑となった。
- 宅間守 - 小学生連続殺人事件(附属池田小事件)の犯人。2004年に死刑となった。
- 北関東連続幼女誘拐殺人事件 -  1979年に発覚した事件。4事件中3件がパチンコ店で誘拐されており、事件にネグレクトが関与している。
- 巣鴨子供置き去り事件 - 1988年に発覚した保護責任者遺棄事件。映画『誰も知らない』のモチーフとなった。
- 西淀川区女児虐待死事件 - 2009年に発覚した事件。
- 大阪2児餓死事件 - 2010年に発覚した育児放棄による幼児放置死事件。育児放棄をした母親もまた幼少期にネグレクトされていた機能不全家庭の出身者である。
- 蒲田女児放置死事件 -2020年に発覚した育児放棄による女児の放置死事件。上記の事件と同じく、育児放棄した母親もまた幼児虐待を受けていた機能不全家庭の出身者である。